# J. Hale Sypher

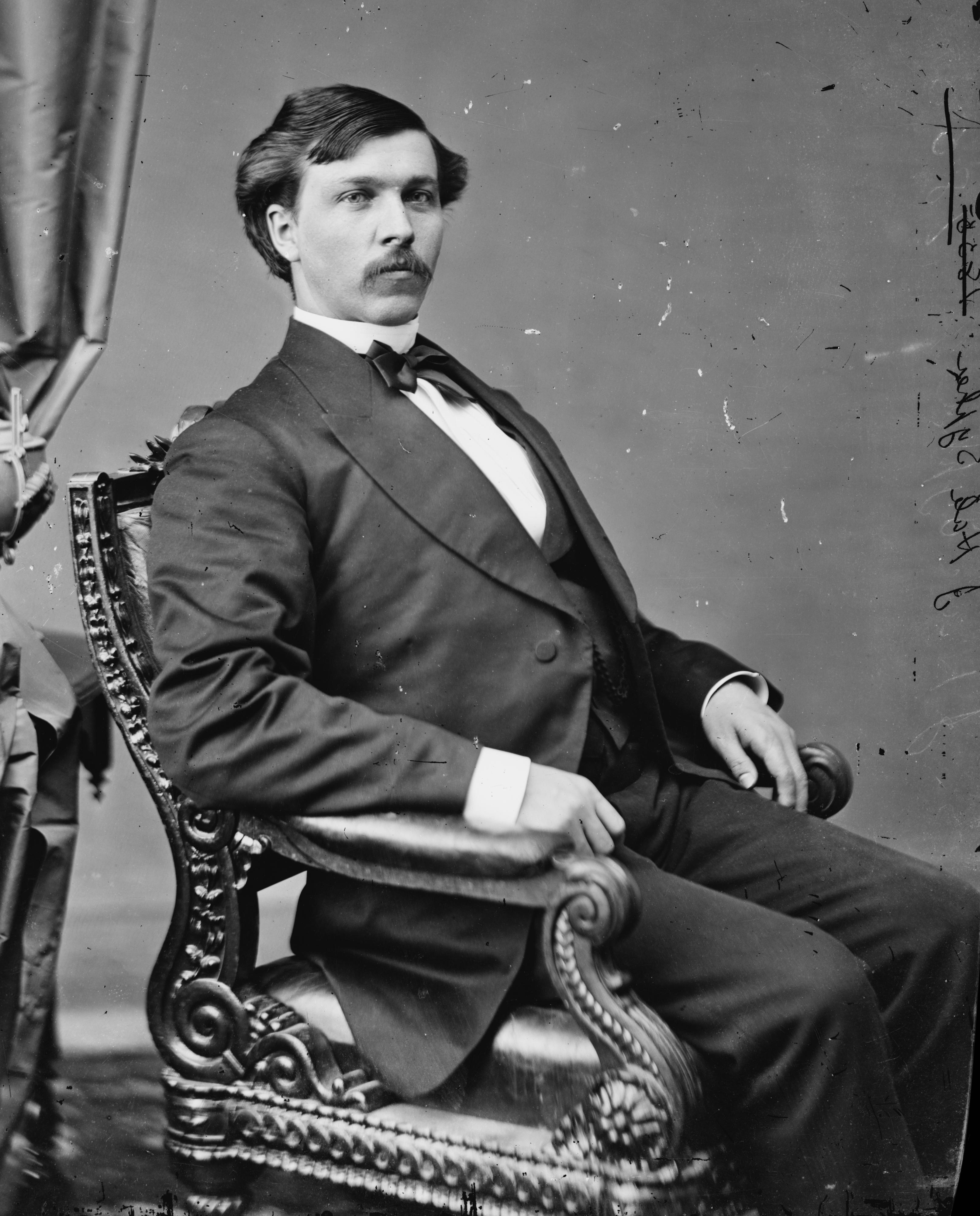
J. Hale Sypher

Jacob Hale Sypher (* 22. Juni 1837 bei Millerstown, Perry County, Pennsylvania; † 9. Mai 1905 in Baltimore, Maryland) war ein US-amerikanischer Politiker. Zwischen 1868 und 1875 vertrat er den Bundesstaat Louisiana im US-Repräsentantenhaus.

## Werdegang
Hale Sypher besuchte bis 1859 die Alfred University im Bundesstaat New York. Danach arbeitete er in Cleveland (Ohio) als Lehrer. Während des Bürgerkrieges stieg er im Heer der Union vom einfachen Soldaten bis zum Colonel auf. Nach dem Krieg kaufte er eine Plantage im nördlichen Teil des Staates Louisiana. Nach einem anschließenden Jurastudium und seiner Zulassung als Rechtsanwalt begann er in New Orleans in seinem neuen Beruf zu  arbeiten.
Politisch wurde Sypher Mitglied der Republikanischen Partei. Im Jahr 1868 war er Delegierter zur Republican National Convention in Chicago, auf der Ulysses S. Grant als Präsidentschaftskandidat der Partei nominiert wurde. Nach der Wiederzulassung des Staates Louisiana im Kongress wurde er im ersten Wahlbezirk von Louisiana in das US-Repräsentantenhaus in Washington, D.C. gewählt, wo er am 18. Juli 1868 sein Mandat antrat. Bis zum 3. März 1869 beendete er dort zunächst die laufende Legislaturperiode. Bei den Wahlen des Jahres 1868 wurde eigentlich der ehemalige Abgeordnete Louis St. Martin in das US-Repräsentantenhaus gewählt. Der Kongress erklärte diese Wahlen aber nach einem Einspruch von Sypher für ungültig. Dieser gewann die daraufhin angesetzte Sonderwahl und konnte damit ab dem 7. November 1870 wieder sein früheres Mandat einnehmen.
Sypher wurde 1872 ein weiteres Mal gewählt. Diese Wahlen wurden dann von dem Demokraten Effingham Lawrence angefochten. Dieser Anfechtung wurde am 3. März 1875, dem letzten Tag der laufenden Legislaturperiode, stattgegeben. Damit war Lawrence für einen Tag Kongressabgeordneter. Insgesamt war Sypher mit einer Unterbrechung in den Jahren 1869 und 1870 zwischen 1868 und 1875 Mitglied des US-Repräsentantenhauses. In dieser Zeit wurden dort der 14. und der 15. Verfassungszusatz verabschiedet. Während seiner Zeit im Kongress war Sypher zeitweise Vorsitzender des Ausschusses zur Überwachung der Ausgaben des Finanzministeriums.
Im Jahr 1874 wurde Hale Sypher nicht wiedergewählt. Damals endete die Reconstruction; damit gewannen die Demokraten in Louisiana die Mehrheit. Sypher zog in die Bundeshauptstadt Washington und arbeitete dort als Anwalt. Er starb am 9. Mai 1905 in Baltimore und wurde auf dem Nationalfriedhof Arlington beigesetzt.